# Ласло Клајнхајслер
Ласло Клајнхајслер (мађ. Kleinheisler László.; Казинцбарцика, 8. април 1994) је мађарски професионални фудбалер који игра на позицији везног играча за грчки суперлигашки клуб Панатинаикос.

## Каријера

### Видеотон
Пошто се придружио мађарском клубу Видеотон ФК 2013. године, дебитовао је у мађарској првој лиги 28. јула 2013. против Халадаша, док је такође постигао свој први лигашки гол у коначној победи домаћина од 2 : 0.
На утакмици од 28. јула 2013. године постигао је свој први гол у сезони 2013/14. такође против против Сомбатхељи Халадаша на стадиону Шоштои у Секешфехервару. Утакмица је завршена победом Видеотона резултатом 2 : 0.  У остатку сезоне постигао је још три гола, један против ФК Ујпешта на стадиону Шоштои 6. октобра 2013, један против Мезекевешд-Жори СЕ у победи од 1 : 0 на стадиону Шоштои 8. новембра 2013, и последњи гол против Диошђери ВТК на стадиону ДВТК у нерешеном резултату 2 : 2 24. новембра 2013.
У сезони 2014/15, одиграо је само 370 минута у 11 наступа за Видеотон и 911 минута у 12 наступа за Пушкаш академију. У јулу 2015. Клајнхајслер је одбио да потпише продужетак уговора са Видеотоном, па је пребаћен у резерве за сезону 2015/16. Видеотон је у августу одбио да га прода пољском лигашком клубу Ђлонск Вроцлав.

### Вердер Бремен
Дана 20. јануара 2016, Клајнхајслер се придружио Вердеру из Бремена на 3,5-годишњи уговор уз непознату цену. У Бундеслиги је дебитовао 30. јануара 2016. против Херте БСЦ на Везерстадиону. Ушао је у 62. минуту утакмице при резултату 2 : 0 за Херту и помогао је Бремену да се врати након минуса 2 : 0 и 3 : 1 и оствари нерешен резултат 3 : 3.

#### Дармштат
Дана 13. августа 2016, Клајнхајслер се придружио немачком клубу СВ Дармштат 98 за сезонску позајмицу. Дана 22. октобра 2016. постигао је свој први гол у Бундеслиги у осмом колу сезоне у Бундеслиги 2016/17. у победи од 3 : 1 над Волфсбургом. Изабран је за тим 8. кола Бундеслиге 2016/17 након овог гола.

#### Ференцварош
Дана 20. јануара 2017. године Клајнхајслерова позајмица у Дармштату је прекинута и он се придружио Ференцварошу на позајмици у другој половини сезоне.

#### Астана
Дана 20. јуна 2017. Клајнхајслер се придружио ФК Астани на једногодишњој позајмици.

#### Осијек
Дана 16. јануара 2019. НК Осијек је објавио да је Клајнхајслер раскинуо уговор са Астаном и да је потписао 3,5-годишњи уговор са НК Осијеком.

#### Панатинаикос
У јануару 2023. потписао је за Панатинаикос. Дана 5. фебруара 2023. постигао је свој први гол за клуб у победи од 2 : 0 над ФК Ламијом.

#### Репрезентација
Селектор Бернд Шторк је 6. новембра 2015. објавио састав мађарске репрезентације за меч плеј-офа квалификација за Европско првенство 2016. против Норвешке. Највеће изненађење је било укључивање Клајнхајзлера јер није одиграо ниједну утакмицу у сезони 2015/16. мађарске прве лиге. Шест дана касније, постигао је гол на свом дебију против Норвешке на стадиону Улеваал у Ослу, Норвешка, у првој утакмици плеј-офа квалификација за УЕФА Еуро 2016.
Изабран је за селекцију Мађарске за Европско првенство 2016. године. Одиграо је пуних 90 минута у свакој од прва два меча Мађарске у групној фази. У првом мечу, победивши Аустрију резултатом 2 : 0, асистирао је Адаму Салаију за први гол и изабран је за „играча утакмице“. Пошто је добио жути картон у другом мечу против Исланда и са Мађарском која се већ пласирала у осмину финала, Клајнхајслер је у трећем мечу био одмарао.
Дана 1. јуна 2021. Клајнхајслер је био уврштен у тим од 26 играча који је представао Мађарску на поново заказаном УЕФА Европском турниру 2020.